# Allotriozoon nigeriense
Allotriozoon nigeriense is een vliesvleugelig insect uit de familie vijgenwespen (Agaonidae). De wetenschappelijke naam is voor het eerst geldig gepubliceerd in 1974 door Wiebes.